# Яружин (Куявсько-Поморське воєводство)
Яружин (пол. Jarużyn, нім. Schluchten) — село в Польщі, у гміні Осельсько Бидґозького повіту Куявсько-Поморського воєводства.
Населення — 442 особи (2011).
У 1975-1998 роках село належало до Бидгощського воєводства.

## Демографія
Демографічна структура станом на 31 березня 2011 року:
|          | Загалом | Допрацездатний вік | Працездатний вік | Постпрацездатний вік |
| -------- | ------- | ------------------ | ---------------- | -------------------- |
| Чоловіки | 234     | 65                 | 156              | 13                   |
| Жінки    | 208     | 40                 | 141              | 27                   |
| Разом    | 442     | 105                | 297              | 40                   |